# Szegény aratás
A Szegény Aratás az Úzgin Űver együttes első hanganyaga, melyet 1992-ben adtak ki demókazetta formájában.

## Az album dalai
Az album 8 cím nélküli dalt tartalmaz. Az 1995-ben megjelenő albumon hallható egy-két szám korai verziója is megtalálható a Szegény Aratás demókazettán, de komolyabb átfedés nincs a két anyag között.
A demó hanganyagát később nem adták ki újra, jelenleg nincs forgalomban.

## Közreműködők
- Farkas Marcsi (hegedű, ének)
- Homoki Péter (gitár, szintetizátor, programok)
- Majoros Gyula (szaxofon, klarinét, furulya)
- Mogyoró Győző (ütőhangszerek)

## Külső hivatkozások
- Az Úzgin Űver együttes hivatalos honlapja
- Az Úzgin Űver együttes a myspace-en
- zajlik - Úzgin Űver Archiválva 2016. március 4-i dátummal a Wayback Machine-ben
- dalok - Úzgin Űver Archiválva 2010. július 16-i dátummal a Wayback Machine-ben